# Aston Martin DB7 Zagato
Aston Martin DB7 Zagato — 2-дверный гран туризмо ограниченной серии, производившийся британским автопроизводителем Aston Martin и итальянским кузовным ателье Zagato с 2002 по 2003 года, отношения которых начались ещё в 1961 году, когда они работали над моделью DB4 GT Zagato. Впервые был представлен в октябре 2002 года на Парижском автосалоне, там же начались заказы на модель, причём доступна она была только на рынках Великобритании, Европы и Юго-Восточной Азии. Всего было выпущено 99 автомобилей + 1 был оставлен для музея Aston Martin.

## Дизайн
DB7 Zagato имеет уникальный кузов, бо́льшую по сравнению с обычной моделью решётку радиатора, а также крышу и заднее стекло в стиле «двойной пузырь» — посередине имеется углубление, характерное для всех кузовов от Zagato. На задней части выделяются линия задних колёсных арок, круглые задние фонари и ниспадающий багажник, крышка которого откидывается, как на пикапах. Также DB7 Zagato имеет 5-спицевые легкосплавные колёсные диски, кожаный салон «Analine», замшевый пол, стереосистему «Kenwood» с CD-чейнджером, кондиционер, противобуксовочную систему, подушки безопасности и прочие стандартные функции.

## Двигатель и трансмиссия
Как и DB7, на котором и основан DB7 Zagato, автомобиль имеет усовершенствованный 6-литровый мотор от DB7 GT, который производит 440 лошадиных сил в паре с 6-ступенчатой механической коробкой переключения передач. В качестве опции был доступен и 5-ступенчатый «автомат».
- Размерность передних колёс — 245/40 ZR18,
- Размерность задних колёс — 265/35 ZR18
- Передняя подвеска — независимая, на сдвоенных поперечных рычагах, пружинная, со стабилизатором поперечной устойчивости
- Задняя подвеска — независимая, многорычажная, со стабилизатором поперечной устойчивости
- Передние тормоза — дисковые, вентилируемые (8Jx18), с суппортами Pagid RS4-2-1[3]
- Задние тормоза — дисковые, вентилируемые (9Jx18), с суппортами Pagid RS4-2-1

В отличие от своего преемника, Aston Martin DB AR1, DB7 Zagato изготавливался на укороченном кузове. Цена автомобиля составляла 255 000 евро.

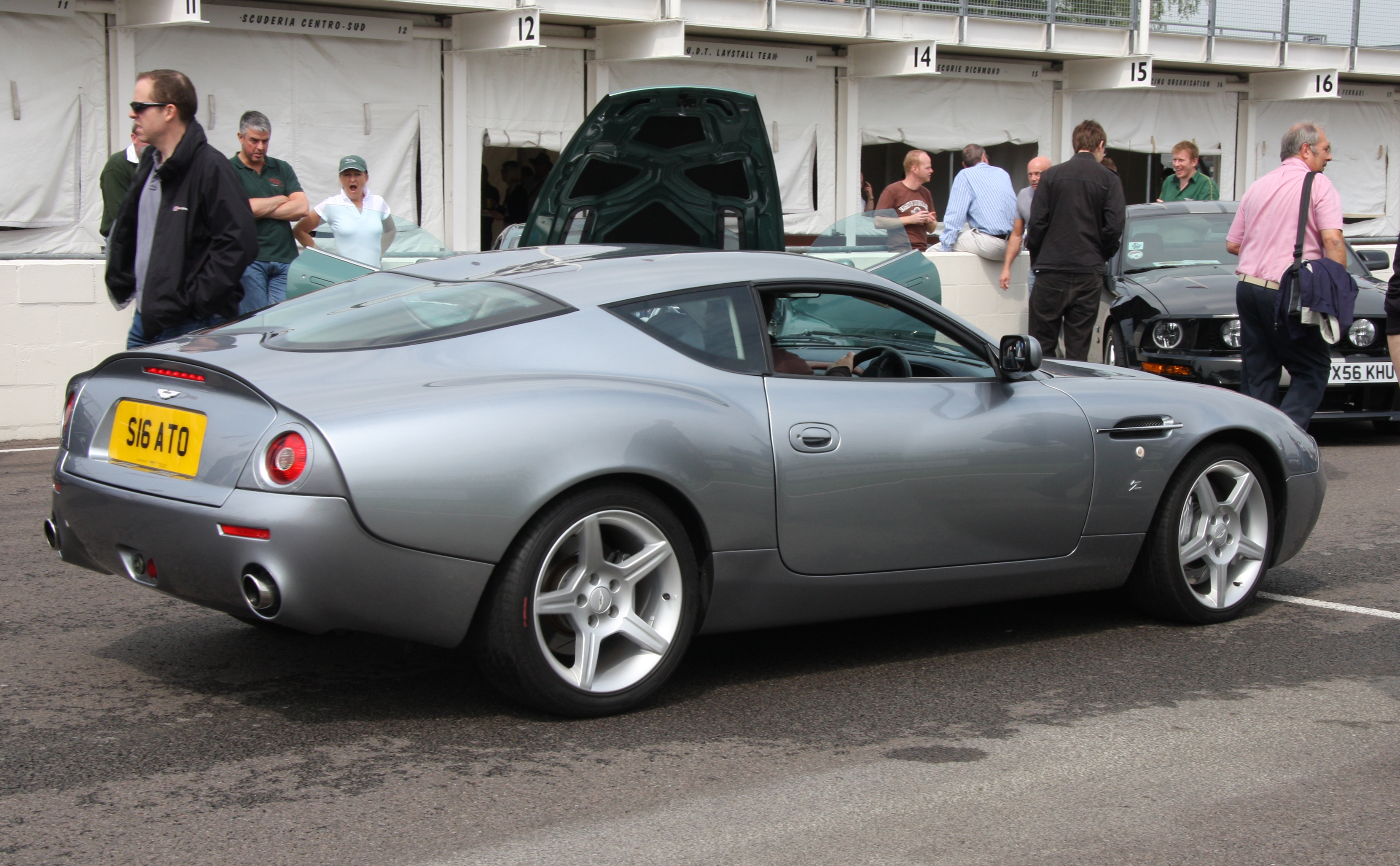
Вид сзади
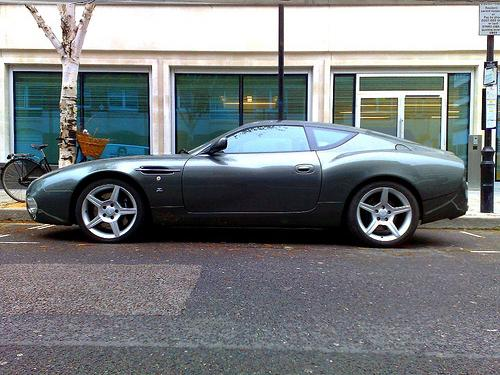
Вид сбоку